# Juno (tàu vũ trụ)
Juno là một tàu thăm dò không gian của NASA quay quanh Sao Mộc. Juno được chế tạo bởi Lockheed Martin và được vận hành bởi Phòng Thí nghiệm Sức đẩy Phản lực của NASA. Tàu vũ trụ này được phóng từ Trạm không quân Mũi Canaveral vào ngày 5 tháng 8 năm 2011 UTC, như một phần của chương trình New Frontiers. Juno đi vào quỹ đạo cực của Sao Mộc vào ngày 5 tháng 7 năm 2016 UTC.
Do những thắt chặt về ngân sách nên NASA đã phải lùi thời điểm phóng Juno đến tháng 8 năm 2011. Đến tháng 6 năm 2011, người ta ước tính tổng chi phí cho toàn bộ dự án lên tới 1,1 tỷ đô la Mỹ.
Nhiệm vụ của Juno là đo thành phần hóa học của Sao Mộc, trường hấp dẫn, từ trường và từ quyển của hành tinh này. Juno cũng sẽ tìm kiếm bằng chứng cho nguồn gốc sự hình thành hành tinh, bao gồm liệu hành tinh này có lõi đá hay không, về lượng nước lỏng có mặt ở sâu trong khí quyển, và khối lượng vật chất được phân bố như thế nào bên trong Sao Mộc. Juno cũng nghiên cứu những cơn gió mạnh lên tới 620 km/h (390 mph) ở sâu trong bầu khí quyển của hành tinh này.

## Tổng quan

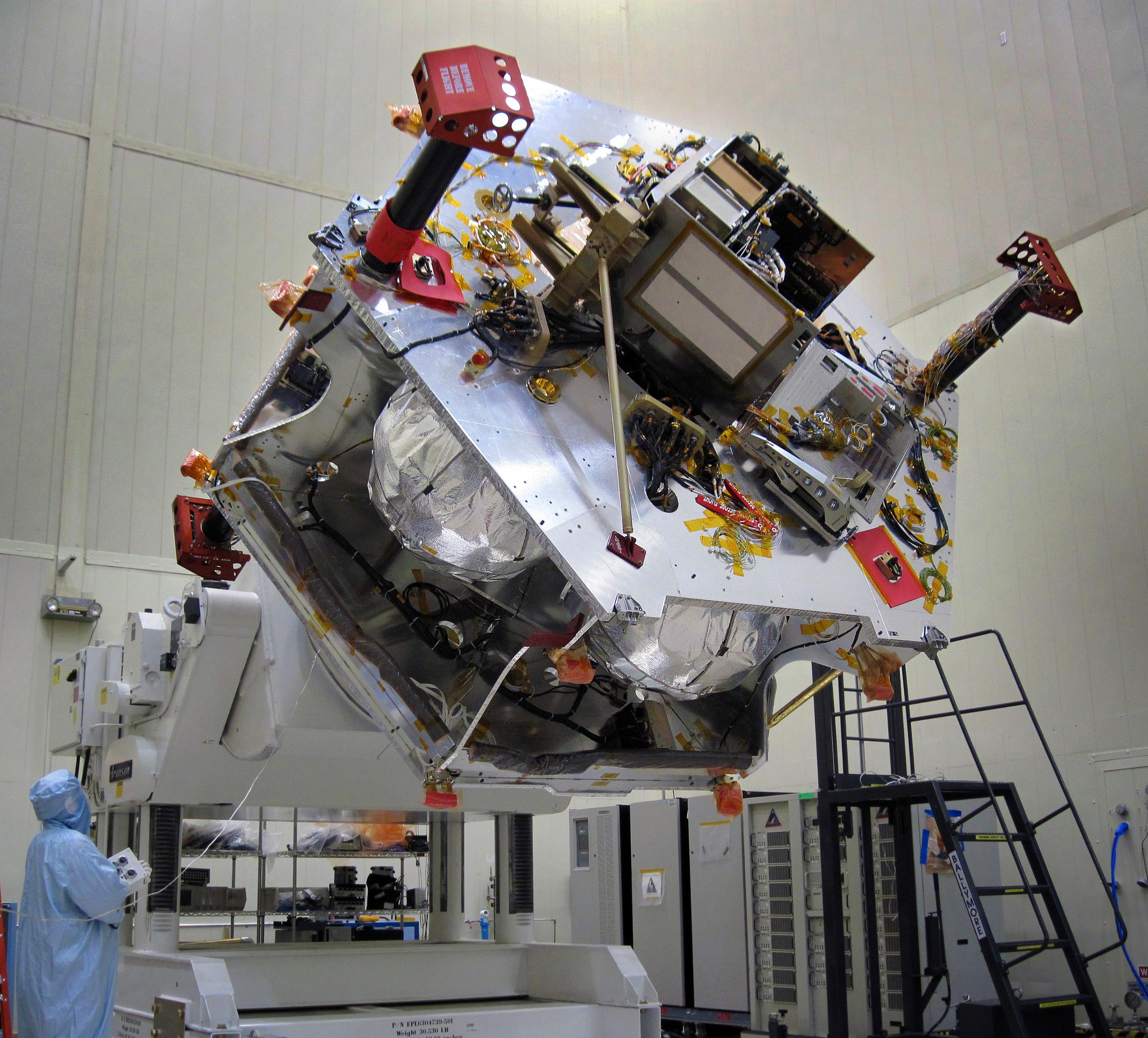
Juno trong giai đoạn chế tạo.

Juno được chọn vào ngày 9 tháng 6 năm 2005, làm nhiệm vụ New Frontiers tiếp theo sau New Horizons. Mong muốn về một chuyến thăm dò Sao Mộc đã xuất hiện vào những năm trước đó, nhưng không có bất kỳ sứ mệnh nào được chấp thuận.
Juno đã hoàn thành chuyến hành trình kéo dài 5 năm tới Sao Mộc, đến nơi vào ngày 5 tháng 7 năm 2016. Tàu vũ trụ đã đi một quãng đường tổng cộng khoảng 2,8×109 km (19 AU; 1,7×109 mi) để tới được Sao Mộc. Tàu vũ trụ được thiết kế để quay quanh Sao Mộc 37 lần trong suốt sứ mệnh. Điều này ban đầu được lên kế hoạch là sẽ mất 20 tháng.
Để tiết kiệm nhiên liệu trong thời gian hành trình, Juno đã nhờ tác động của lực hấp dẫn của Trái Đất để tăng tốc, giai đoạn hỗ trợ hấp dẫn sẽ được thực hiện khi nó bay qua Trái Đất 2 năm sau thời điểm phóng là ngày 5 tháng 8 năm 2011. Năm 2016, con tàu đã thực hiện quá trình giảm tốc và đi vào quỹ đạo với chu kỳ 11 ngày quanh Sao Mộc. Khi Juno đi vào quỹ đạo, các thiết bị hồng ngoại và vi ba sẽ bắt đầu đo lượng bức xạ nhiệt phát ra từ sâu bên trong khí quyển của Sao Mộc. Những quan sát này sẽ bổ sung cho những nghiên cứu trước đây về thành phần hóa học của hành tinh bằng cách đánh giá sự có mặt và phân bố của nước lỏng và do đó cả oxy trên hành tinh. Trong khi trả lời được câu hỏi về thành phần của Sao Mộc, những dữ liệu này cũng cung cấp thông tin mới về sự hình thành của hành tinh. Juno cũng sẽ khảo sát sự đối lưu làm gây ra những dải mây với màu sắc khác nhau trong khí quyển của Sao Mộc. Những thiết bị khác trên Juno cũng thu thập dữ liệu về trường hấp dẫn và từ quyển của hành tinh.

## Mục tiêu khoa học
Các thiết bị khoa học trên Juno sẽ có mục đích đo đạc và nghiên cứu:
- Tỉ lệ giữa oxy và hydro, phép đo cho sự có mặt và phân bố của nước trên Sao Mộc, từ đó là dữ liệu quan trọng cho các lý thuyết đề cập đến sự liên quan giữa sự hình thành của các hành tinh khổng lồ với sự hình thành của Hệ Mặt Trời.
- Nhận được sự ước lượng tốt hơn về khối lượng của lõi Sao Mộc, và từ đó cung cấp dữ liệu cho các lý thuyết về sự hình thành các hành tinh khổng lồ và Hệ Mặt Trời.
- Vẽ ra chính xác bản đồ trường hấp dẫn của Sao Mộc nhằm đánh giá sự phân bố của vật chất bên trong hành tinh, bao gồm tính chất của cấu trúc và động lực hành tinh.
- Vẽ ra chính xác bản đồ từ trường của Sao Mộc nhằm đánh giá nguồn gốc và cấu trúc của từ trường cũng như từ trường được tạo ra như thế nào ở sâu bên trong Sao Mộc. Quan sát này cũng sẽ giúp các nhà khoa học hiểu thêm về đặc tính vật lý cơ bản của thuyết dynamo.
- Vẽ ra bản đồ về sự biến đổi thành phần trong khí quyển, nhiệt độ, cấu trúc, mật độ và tính động lực của các đám mây ở sâu trong khí quyển tới độ sâu với áp suất hơn 100 bar.
- Khám phá và khảo sát cấu trúc 3 chiều của từ quyển và cực quang trên Sao Mộc.[17]

## Quỹ đạo

Các vùng, vành đai và xoáy trên Sao Mộc.

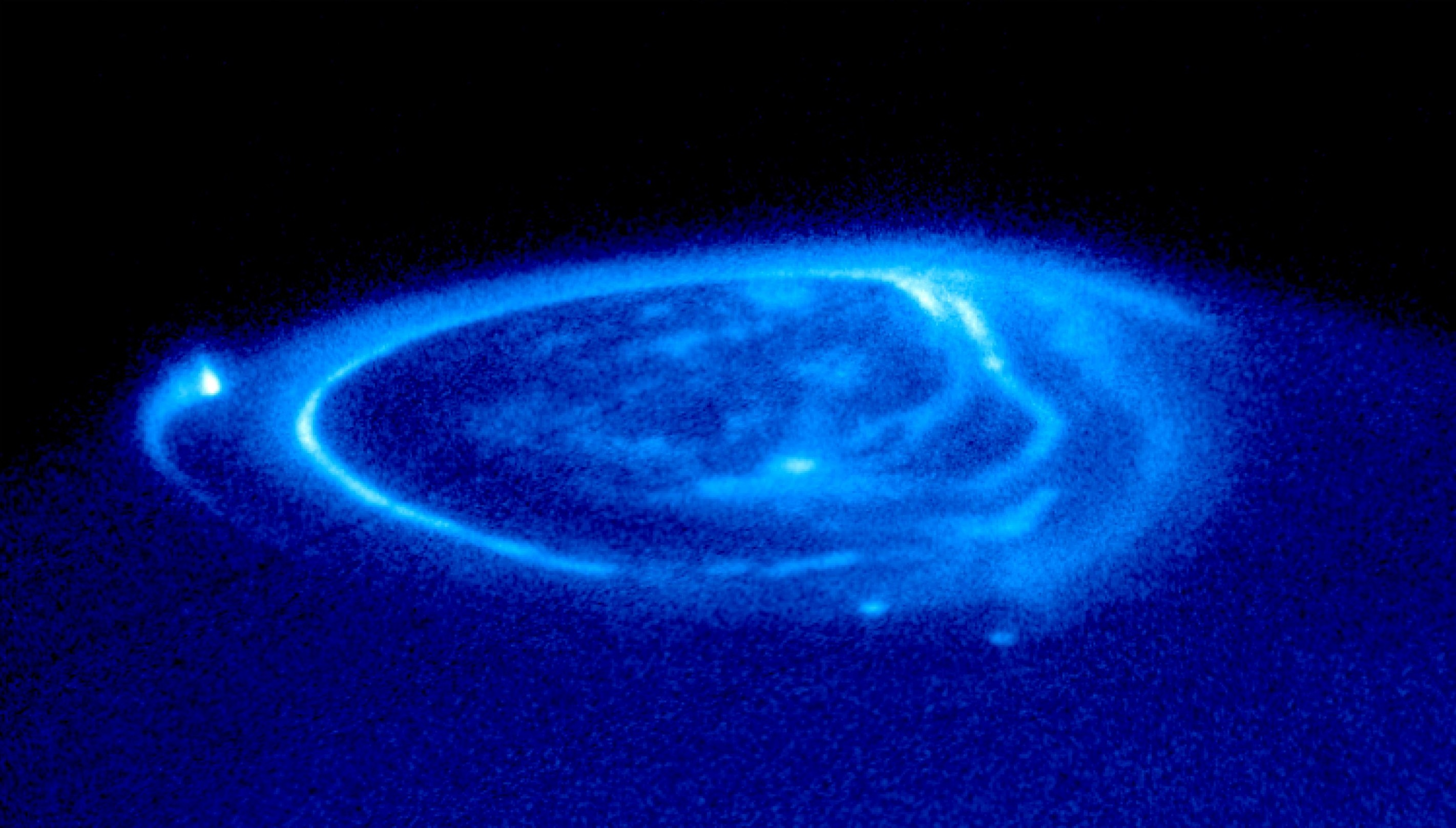
Ảnh chụp cực quang trên Sao Mộc dưới bước sóng tia tử ngoại của kính viễn vọng không gian Hubble. Các điểm và dải sáng là do những luồng từ trường liên kết giữa Sao Mộc với các vệ tinh lớn nhất của nó (với Io: dải sáng nằm ở phía xa bên trái; Ganymede: điểm sáng ở phía dưới trung tâm bức ản; Europa: điểm sang ở bên phải).

Quỹ đạo của Juno có hình elip dẹt với cận điểm quỹ đạo cách Sao Mộc 4300 km nằm cách xa quỹ đạo của Callisto. Điều này giúp cho con tàu tránh khỏi tác động xấu từ vành đai bức xạ của Sao Mộc. "Tấm khiên bức xạ Juno" làm bằng titan gắn trên con tàu cũng sẽ giúp bảo vệ các thiết bị điện tử trên Juno.

## Các nhóm tham gia
Scott J. Bolton từ Southwest Research Institute ở San Antonio, Texas là người đứng đầu dự án và chịu trách nhiệm chung cho toàn bộ dự án. Phòng Thí nghiệm Sức đẩy Phản lực ở California có nhiệm vụ quản lý sứ mệnh và tập đoàn Lockheed Martin được giao cho nhiệm vụ phát triển và chế tạo con tàu. Dự án này cũng được một số viện khác tham gia thiết kế và chế tạo. Đồng đứng đầu dự án là Toby Owen từ Đại học Hawaii, Andy Ingersol từ Viện Công nghệ California, Fran Bagenal từ Đại học Colorado ở Boulder, và Candy Hansen từ Planetary Science Institute. Jack Connerney từ Goddard Space Flight Center là người đứng đầu nhóm thiết kế các thiết bị khoa học.

## Pin Mặt Trời
Juno sẽ là nhiệm vụ đầu tiên đến Sao Mộc sử dụng tấm quang năng thay vì máy phát nhiệt điện đồng vị phóng xạ (RTGs) đã được trang bị trên các tàu Pioneer 10, Pioneer 11, Voyager, Cassini–Huygens, và tàu quỹ đạo Galileo. Những phát triển về hiệu năng trong công nghệ pin Mặt Trời trong nhiều thập kỉ qua đã góp phần vào tính khả thi kinh tế nhờ việc sử dụng pin Mặt Trời nhằm cung cấp năng lượng cho các tàu không gian thám hiểm những vùng xa hơn 5 AU từ Mặt Trời. Ngoài ra, RTGs cũng bị giới hạn về tính khả dụng trong các chuyến bay không gian. NASA có kế hoạch sử dụng RTGs trên một số tàu không gian, và sẽ đưa ra quyết định nhằm sử dụng nguồn năng lượng thay thế trên phương diện thực hành và kinh tế hơn là phương diện chính trị.
Tàu quỹ đạo Juno sử dụng 3 mảng pin Mặt Trời (2,65 x 8,9 m mỗi mảng) bố trí đối xứng quanh thân tàu, chúng được gấp lại cho gọn trong quá trình phòng tàu. Ngay sau khi tách ra khỏi tên lửa đẩy, 3 mảng sẽ được lật ra. Hai trong ba mảng, mỗi mảng chứa bốn tấm pin Mặt Trời, và mảng thứ ba chứa ba tấm pin Mặt Trời cùng với từ kế đặt ở ngoài cùng của mảng. Tổng diện tích của ba mảng là hơn 60 mét vuông (650 foot vuông). Nhờ đó mà nó cung cấp nguồn năng lượng lên tới 15 kilôwatt (20 hp) khi quay quanh Trái Đất, nhưng chỉ còn 486 watt (0,652 hp) khi Juno đến Sao Mộc, và giảm xuống còn 420 watt (0,56 hp) do những tác động của bức xạ đến chất lượng các tấm pin. Các mảng pin Mặt Trời sẽ liên tục hướng về Mặt Trời từ lúc phóng cho đến lúc kết thúc dự án, ngoại trừ giai đoạn động cơ chính hoạt động khi con tàu đi vào quỹ đạo quanh Sao Mộc.